# Park Lotników Polskich
Park Lotników Polskich (dawniej Park Kultury i Wypoczynku, zwyczajowo określany również jako Park AWF-u) – park miejski w Krakowie, znajdujący się w Dzielnicy XIV Czyżyny, zajmujący powierzchnię 43,06 ha. Składa się z dwóch części, rozdzielonych równoleżnikowym przebiegiem alei Jana Pawła II: większej, południowej, położonej pomiędzy aleją Jana Pawła II a aleją Pokoju oraz mniejszej, północnej, znajdującej się między aleją Jana Pawła II a zabudową mieszkaniową, która oddziela park od terenu Muzeum Lotnictwa Polskiego.
Park jest usytuowany w bliskim sąsiedztwie dwóch krakowskich uczelni – po jego wschodniej stronie mają swoje siedziby Wydział Mechaniczny Politechniki Krakowskiej oraz Akademia Wychowania Fizycznego ze stadionem i halą sportową, z kolei po północno-zachodniej stronie usytuowany jest zespół budynków Technikum Komunikacyjnego. Od południowo-zachodniej strony parku znajduje się zbudowana w latach 2011–2014 Tauron Arena Kraków, od południowej, po drugiej stronie alei Pokoju – centrum handlowe M1.

## Historia
Obecny Park Lotników Polskich znajduje się na dawnych terenach fortecznych. Genezą kształtu obecnego parku jest lokalizacja na tym obszarze zbudowanego w latach 1864–1869 fortu reditowego 15 „Pszorna” i ustanowionych wokół niego stref ograniczeń budowlanych, które wytworzyły rezerwę terenową, na obszarze której później powstał park. Fort został rozebrany w 1951 roku w związku z rozbudową szlaku komunikacyjnego, który odtąd miał się stać główną arterią łączącą centrum Krakowa z budowaną Nową Hutą. Powstała dwujezdniowa droga z torowiskiem tramwajowym pomiędzy jezdniami – ówczesna aleja Planu 6-letniego, obecna aleja Jana Pawła II. Dotychczasowa droga omijała fort łukiem od strony południowej – obecnie śladem tym wiedzie jedna z parkowych alej. Równocześnie wyprostowano przebieg linii kolejowej nr 111 (Kraków Główny – Kocmyrzów), którą zlikwidowano na tym odcinku 20 lat później. Pozostałościami po forcie widocznymi do dzisiaj w krajobrazie parku są fragmenty stoków i murów przy alei Jana Pawła II, która przecina fort na pół.
Koncepcja Parku Kultury i Wypoczynku w Krakowie powstała w latach 50. XX wieku. W pierwotnych zamiarach miała ona realizować ideę „parków kultury i wypoczynku”, pochodzącą ze Związku Radzieckiego. Tego rodzaju parki miały na swoim obszarze realizować szeroki zakres funkcji, wśród których oprócz wypoczynku w zieleni parkowej duże znaczenie miały urządzenia kulturalne. Wydzielano w nich kilka stref-sektorów: wypoczynku, kultury i oświaty, obrony (m.in. strzelnice), dziecięce, zdrowotne i imprez masowych – widowiskowe. W sowieckich realiach w parkach tego typu, za pośrednictwem takiego ich ukształtowania znaczną rolę odgrywało wychowanie polityczne obywateli. Krakowski Park Kultury i Wypoczynku został zaprojektowany jako łącznik pomiędzy budowaną Nową Hutą a Śródmieściem. Pierwotnie zakładano, iż docelowo będzie miał powierzchnię 250 ha, na której znajdzie się oprócz konwencjonalnej infrastruktury parkowej m.in. stadion na 70 tys. widzów, Hala Ludowa, kryte i otwarte baseny, sztuczne lodowisko, wesołe miasteczko i tereny wystawowe. Główne wejścia planowano od strony ulic Grzegórzeckiej i Wieczystej. Zakładano, iż Park Kultury połączy pasmem zieleni ciąg Młynówki Dominikańskiej, która miała zasilać sadzawki, pomniejsze zalewy i pływalnie na terenie parku, z południowymi terenami zielonymi Nowej Huty w rejonie przybrzeżnych terenów Wisły. Ukształtowanie terenu z grupami starodrzewu, będące pozostałością po forcie Pszorna, planowano wykorzystać jako miejsce lokalizacji pomnika wdzięczności dla Armii Czerwonej, który miał zwieńczać oś kompozycyjną i widokową parku. Realizację założenia przewidywano na okres dekady, czyli dwóch ówczesnych „pięciolatek”. Tych ideologicznych planów nie zrealizowano ze względu na przemiany polityczne po roku 1956.
W nowych realiach politycznych dyskusje nad nową koncepcją kształtu Parku Kultury i Wypoczynku mocno opóźniały realizację założenia. Rzeczywiste prace ruszyły dopiero w połowie lat 60. XX wieku. Pierwsza część parku, o powierzchni 8 ha, została urządzona w 1966 roku, na obszarze dawnego fortu Pszorna. Ówcześnie, w warunkach dopiero nowo zasadzonych drzew, z pagórków – pozostałości po forcie – roztaczały się dalekie widoki na południe aż po Karpaty. Znaczna część zadania realizowana była w ramach czynu społecznego. Pozostała część obszaru parku do alei Pokoju na południu została uporządkowana i urządzona do końca 1969 roku. Projektantami parku było małżeństwo: Zuzanna Perchał-Filar i Leszek Filar.
W 1989 roku uchwałą Rady Miasta Krakowa zmieniono nazwę dotychczasową Parku Kultury i Wypoczynku na „Park Lotników Polskich”. W tym samym roku odsłonięto w parku pomnik „Ku czci lotników polskich poległych w latach 1939–1945” autorstwa Bronisława Chromego. Drugim pomnikiem znajdującym się na terenie parku jest „Chwała lotnikom” z 1970 roku.
W listopadzie 2006 roku w południowo-wschodniej części parku ruszyły prace nad budową Ogrodu Doświadczeń nazwanego imieniem Stanisława Lema. Pierwsze 22 instalacje udostępniono w czerwcu 2007, a pozostałą część założenia we wrześniu tego samego roku. Ogród Doświadczeń zajmuje 6 ha i mimo że jest położony na terenie Parku Lotników, to stanowi w istocie wydzieloną przestrzeń dydaktyczną. Przedsięwzięcie realizowane było przez Miasto Kraków oraz Stowarzyszenie „U Siemachy” – partnerów projektu „Nowa Huta – Nowa Szansa” w ramach programu operacyjnego Program Inicjatywy Wspólnotowej EQUAL. Po zakończeniu tego programu, projekt funkcjonuje jako oddział plenerowy Muzeum Inżynierii Miejskiej w Krakowie. Ogród zaprojektowany został przez biuro architektoniczne Ingarden & Ewý. Realizacja ta jest zwieńczeniem pojawiających się od lat 90. XX wieku idei stworzenia w Krakowie sensorycznego parku edukacyjnego na wzór norymberskiego, działającego od 1996 roku Pola Doświadczeń Zmysłowych.
W 2018 roku otwarto w parku nowy skatepark. Zaprojektowany przez Mirosława Macioszka obiekt zlokalizowany jest w pobliżu Muzeum Lotnictwa. Poszczególne urządzenia swoim wyglądem nawiązują do elementów samolotu, a dwa grindboxy ponadto przybrały kolorystykę szachownicy lotniczej. Spośród podobnych instalacji w parku znajduje się także pumptrack – rowerowy tor przeszkód.
17 października 2018 roku uroczyście otwarto przy udziale prezydenta Krakowa Jacka Majchrowskiego główny plac wejściowy do parku od strony alei Jana Pawła II z nową fontanną, która powstała na miejscu wcześniejszej, nigdy niedokończonej i nieuruchomionej. Plac został zaprojektowany przez zespół Gajda Architektura Krajobrazu we współpracy z szkockim architektem Charliem Husseyem. Realizacja jest efektem współpracy Zarządu Zieleni Miejskiej i Wodociągów Miasta Krakowa. W jej ramach na placu oprócz fontanny uzupełniono nasadzenia drzew, rabat kwiatowych oraz małą architekturę w postaci ławek. Znajdująca się w północnej części placu fontanna składa się z trzech niecek wodnych umiejscowionych na różnych poziomach z układem płyt granitowych, które nadają instalacji efekt płaszczyzn, pomiędzy którymi przelewa się woda. Całość tworzy kompozycję kaskad.
W latach 2019–2021 w południowej części Parku Lotników, między Tauron Areną Kraków a Ogrodem Doświadczeń zrealizowano nowe centrum rekreacyjne, którego zasadniczym elementem jest rozległy staw liczący powierzchnię hektara i głębokość półtora metra. Został on urządzony w niecce, gdzie już wcześniej znajdował się zbiornik wodny. Współczesny akwen jest rezerwuarem wody deszczowej, spływającej z dachu Tauron Areny, która wykorzystywana jest do podlewania miejskiej zieleni. Staw jest porośnięty roślinnością wodną, pełniącą zarówno funkcje estetyczne, jak również naturalnego filtru wody. Zbiornik przedziela grobla, którą prowadzi ścieżka pieszo-rowerowa. Otaczają go drewniane tarasy oraz plaża z ławkami i leżakami. Ponadto w pobliżu stawu powstał pawilon z kawiarnią "Malediva Café Bar".

## Środowisko przyrodnicze

### Geografia i geologia
Park położony jest w dolinie Wisły, na lewym jej brzegu. Morfologicznie jest to fragment ukształtowanej w plejstocenie terasy średniej Wisły, znajdujący się na średniej wysokości 212 m n.p.m., około 14 m ponad poziomem rzeki. Ukształtowanie terenu na tym obszarze charakteryzuje się dużym zróżnicowaniem: teren części południowej parku jest zasadniczo równinny. W części środkowej znajduje się skarpa, będąca wyraźną krawędzią wiślanej terasy, która wznosi teren północnej części parku o około trzy metry. Podłoże terenu obecnego parku zbudowane jest z mioceńskich iłów przykrytych osadami rzeczno-peryglacjalnymi z okresu zlodowaceń plejstoceńskich. Spąg serii tych osadów stanowią żwiry, pospółki i piaski, a strop tworzą piaski, głównie drobnoziarniste z soczewkami i przewarstwieniami twardoplastycznych mułków gliniasto-pylastych.

### Flora
Zadrzewienie parku jest zróżnicowane: część południowa jest słabiej zadrzewiona – dominują tam polany, trawniki z pojedynczymi drzewami lub ich skupiskami. Część północna parku posiada zadrzewienie gęste i zwarte. Obecność danych gatunków roślin na terenie parku warunkują przede wszystkim warunki geograficzne. Projektując park przyjęto układ o charakterze geometrycznym, uwidaczniający się w rzędowych i szpalerowych nasadzeniach, często wzdłuż alej. W tej grupie drzewostanu dominują olsze czarne, kasztanowce pospolite i topole czarne. W połączeniu z polanami układ ten umożliwiał zachowanie istniejących i stworzenie nowych perspektyw widokowych. Drugą grupą są drzewostany kształtowane swobodnie, wśród których dominują robinie akacjowe, modrzewie europejskie, brzozy brodawkowate i jesiony wyniosłe. Ponadto na terenie parku wśród dominujących gatunków liściastych występują: czeremcha amerykańska, wierzba biała, wierzba krucha, dąb bezszypułkowy, dąb szypułkowy, klon zwyczajny i klon srebrzysty. Gatunki iglaste oprócz modrzewi reprezentuje kilka świerków. Uzupełnieniem drzewostanów są drzewa owocowe: śliwy wiśniowe, czereśnie i orzechy włoskie. Drzewa, które miały stanowić zieleń obrzeżną parku sadzone były przez studentów ówczesnej Wyższej Szkoły Rolniczej, jak również w tzw. czynie społecznym przez mieszkańców Krakowa. W latach 70. XX wieku nastąpiło zwiększenie zadrzewienia parku w oparciu o spontaniczne nasadzenia mieszkańców. Podniosły one bioróżnorodność zieleni parkowej, jednak spowodowały zaburzenie kompozycji przestrzennej parku. Uzupełnieniem drzewostanów są grupy krzewów, których ogółem w inwentaryzacji wykonanej w 2006 roku wyszczególniono około 9 gatunków i odmian, spośród których najliczniej występują jaśminowiec wonny oraz bez czarny. Kompozycję przestrzenną dopełniają kwietniki. Na trawnikach i polanach rosną stokrotki, jaskry, mniszki pospolite, bodziszki leśne, jasnoty białe i przetaczniki ożankowe. Spośród grzybów, występujących na terenie parku dwa podlegają prawnej ochronie: czasznica olbrzymia i koronica ozdobna. Ponadto występuje pospolita w miejskich parkach pieczarka miejska.

### Fauna
Świat zwierzęcy parku tworzą przede wszystkim gatunki ptaków: gołębie grzywacze, szpaki zwyczajne, sroki zwyczajne, kosy, dzięcioły zielone i sójki zwyczajne. Odnotowano również lęgi krogulca zwyczajnego oraz remiza zwyczajnego. W Parku Lotników, jak również jego bliskim otoczeniu występują zięby, bażanty zwyczajne, grubodzioby zwyczajne, kwiczoły, gawrony i sikory. Innymi zwierzętami zasiedlającymi park są wiewiórki pospolite oraz zające szaraki.

## Galeria

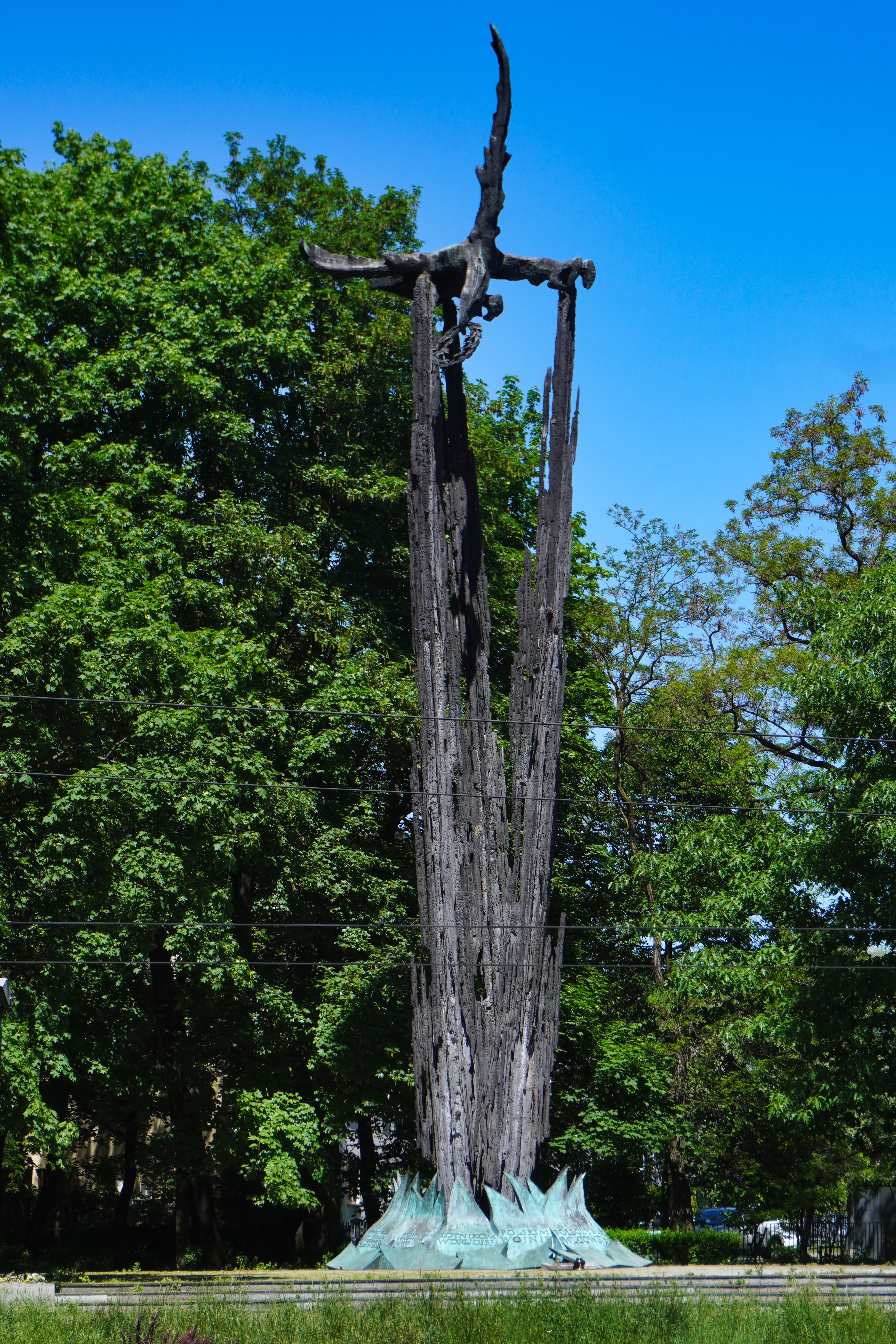
Pomnik „Ku czci lotników polskich poległych w latach 1939–1945” (brąz, aluminium – 27 m) Bronisław Chromy, 1989
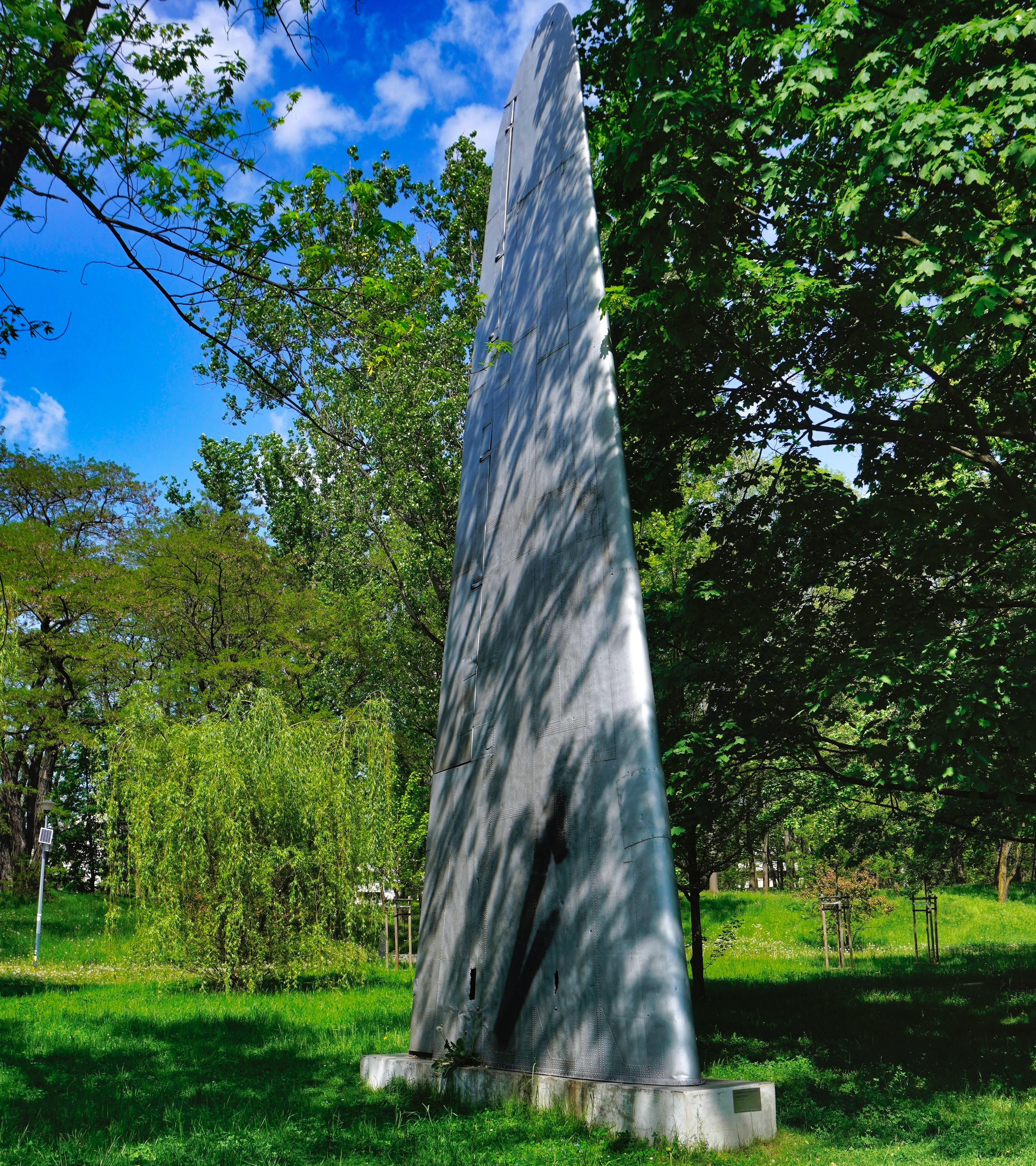
Rzeźba „Chwała lotnikom” (metal malowany) autor nieznany, ok. 1970
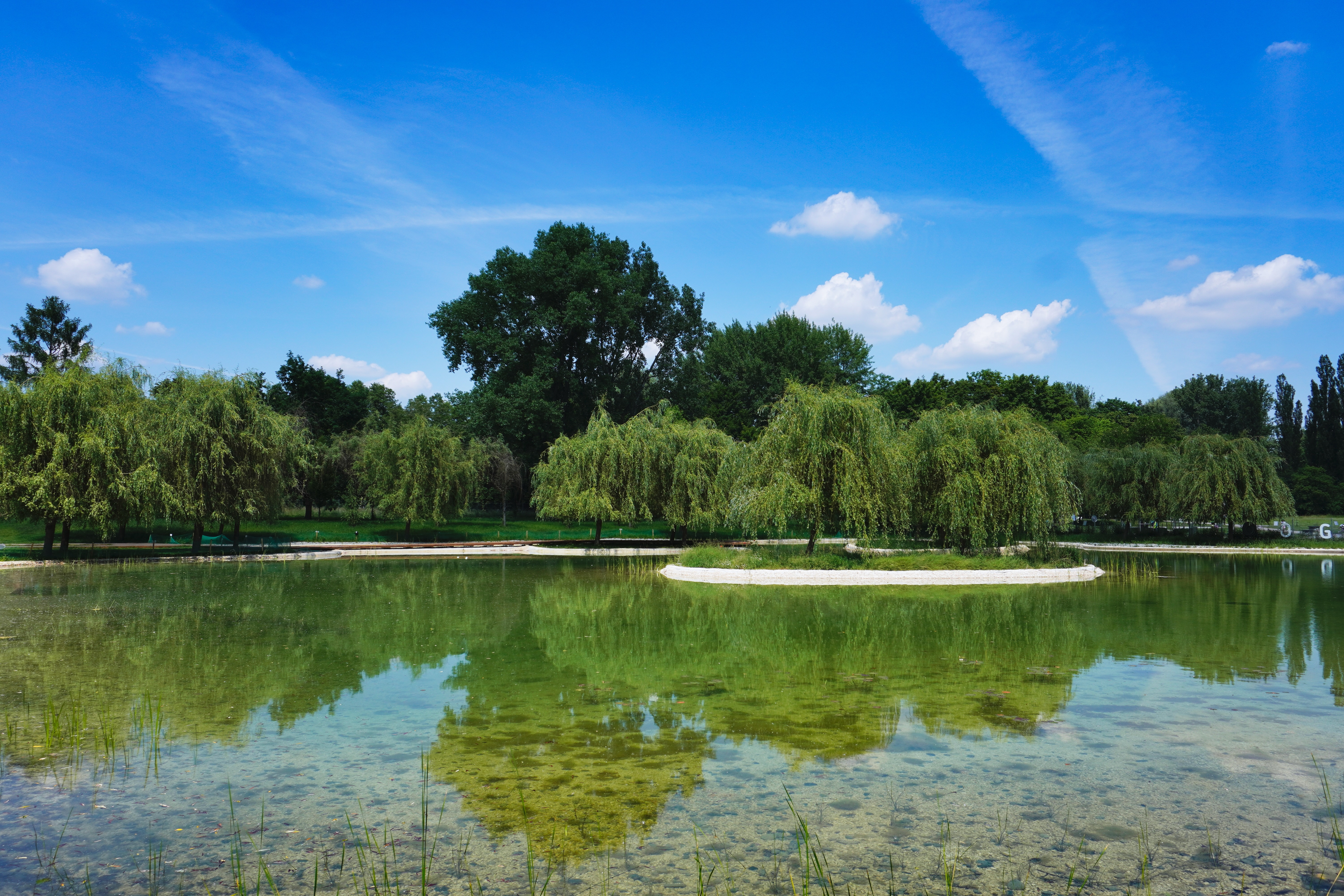
Staw, rezerwuar w południowej części parku
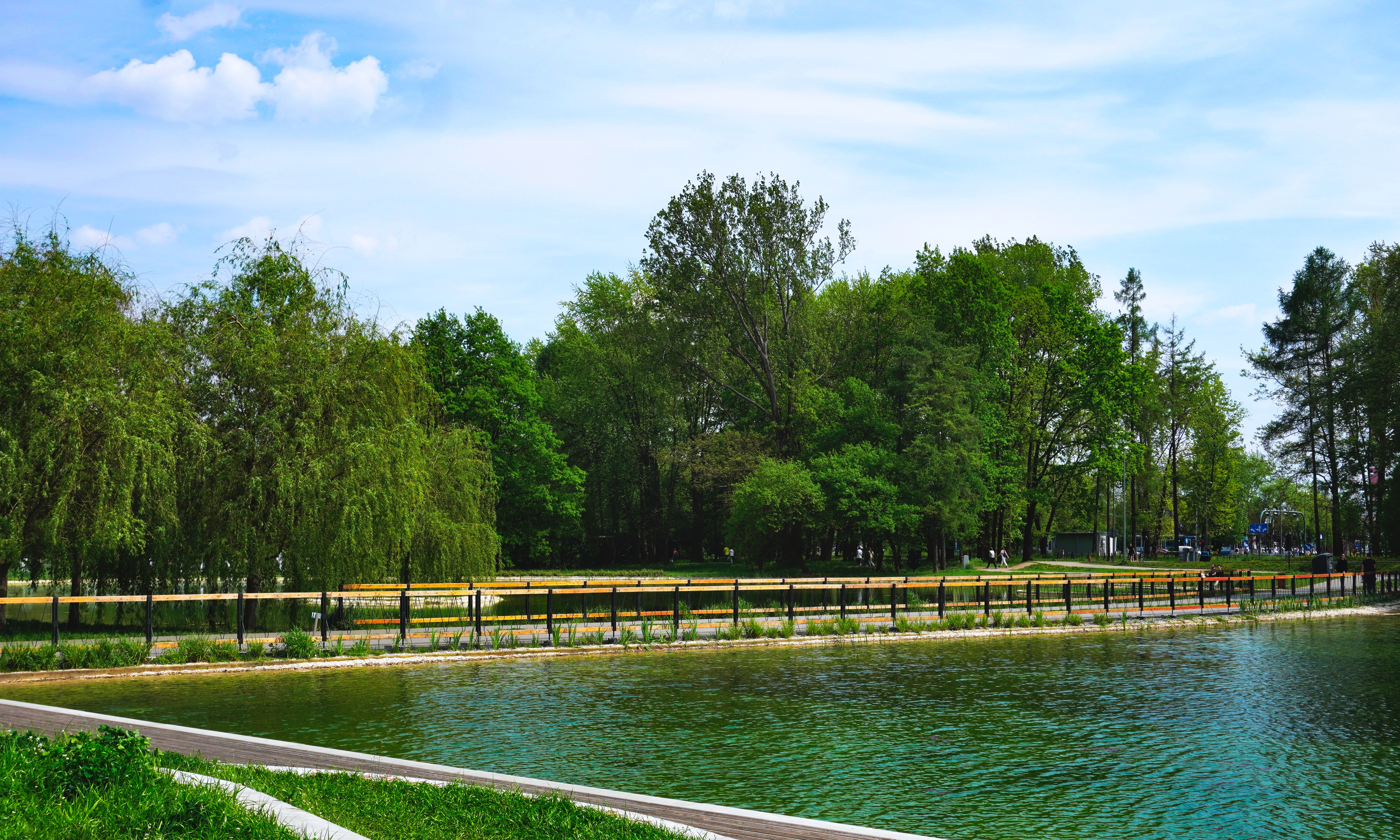
Staw i grobla, widok w kierunku wschodnim
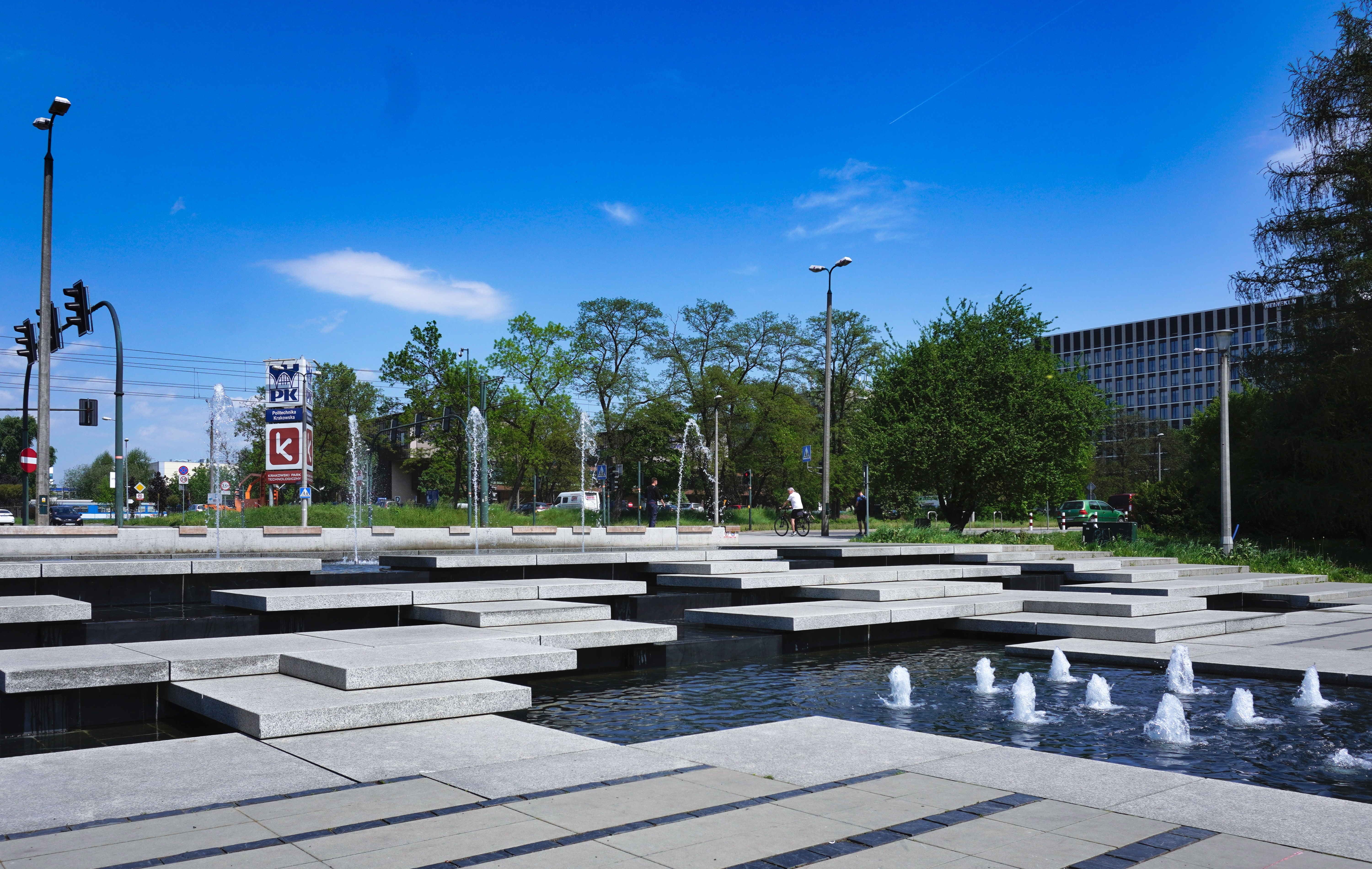
Fontanna w parku od strony alei Jana Pawła II
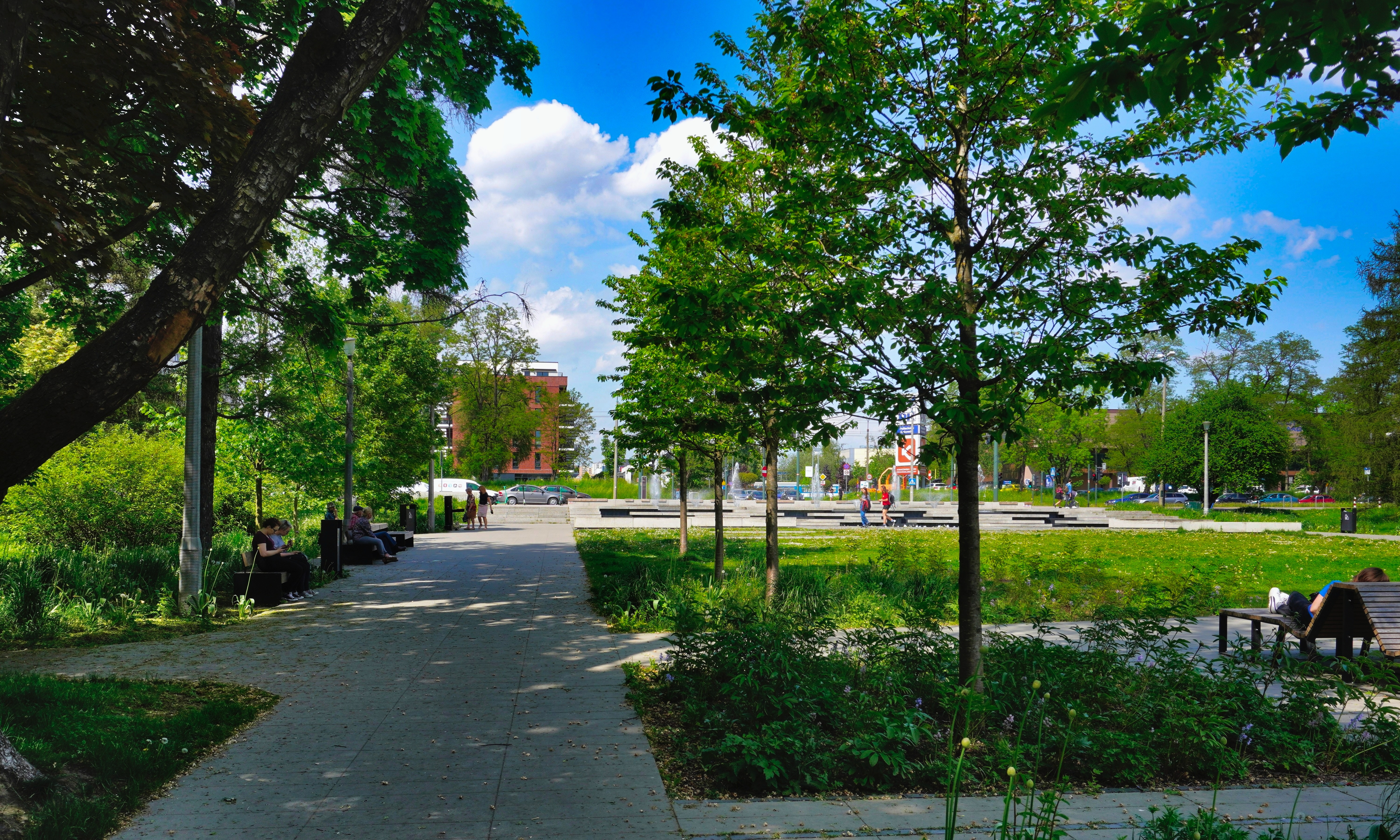
Główny plac wejściowy do parku od strony alei Jana Pawła II
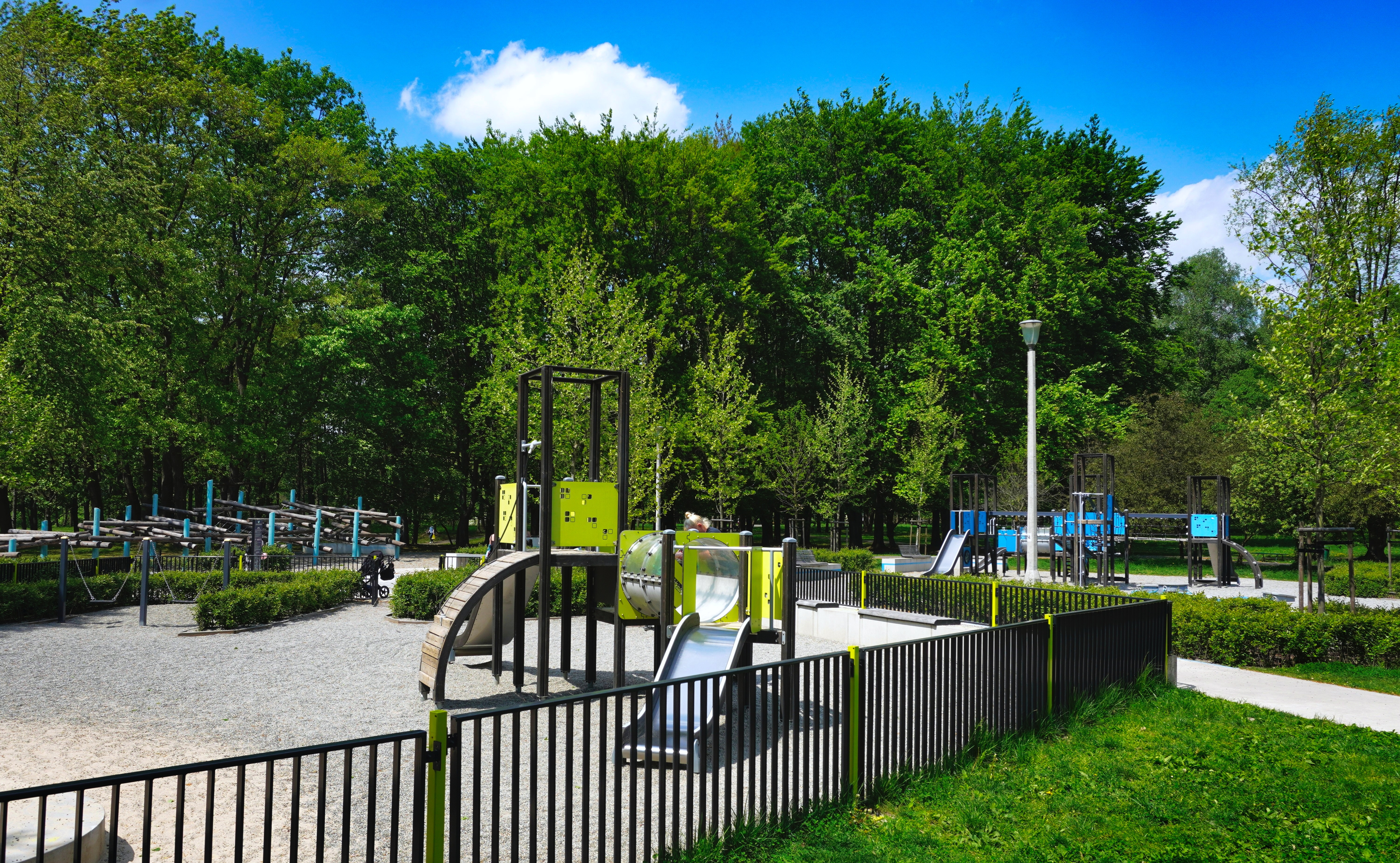
Plac zabaw
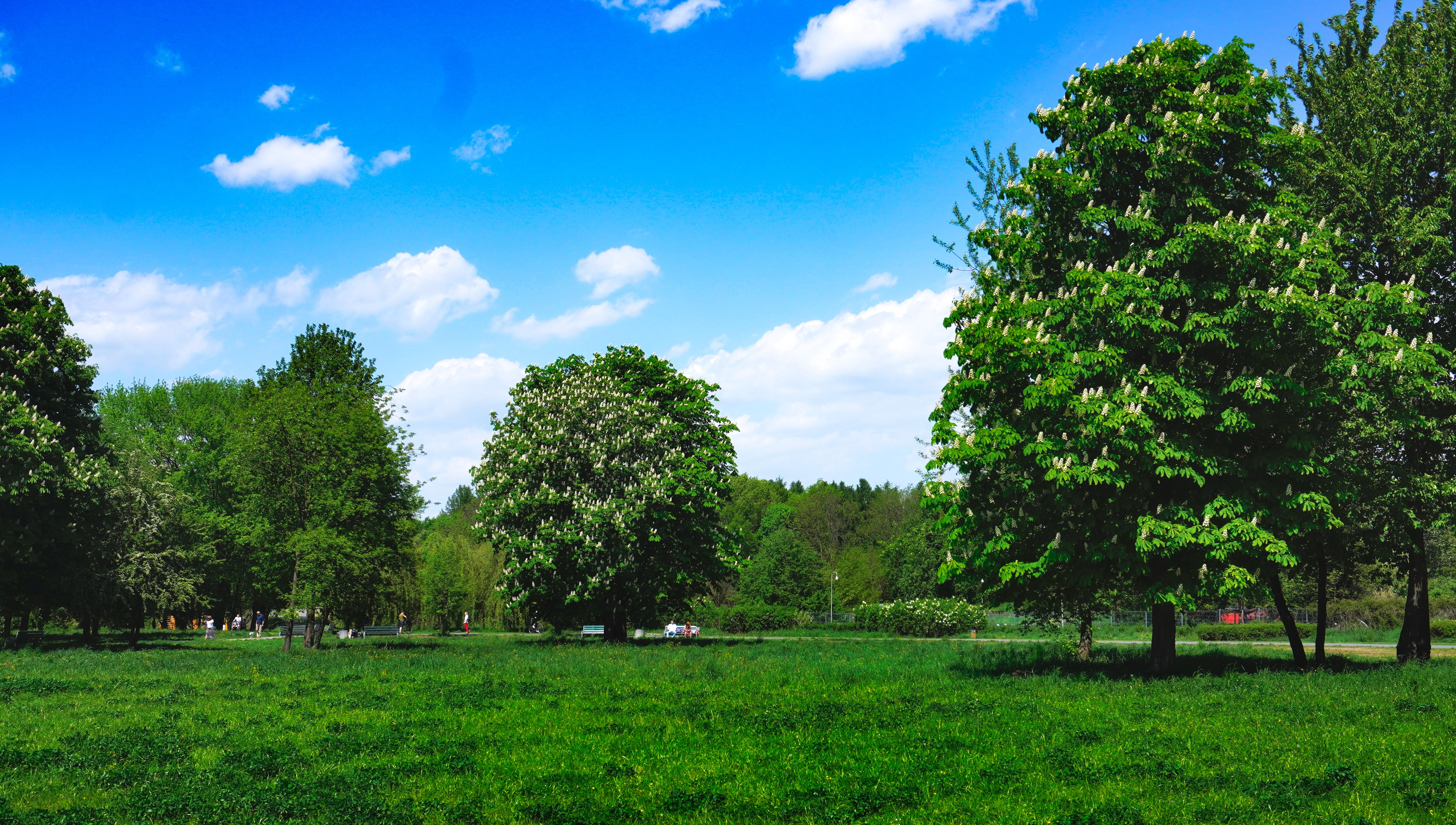
Ogólny widok południowej części parku na północ
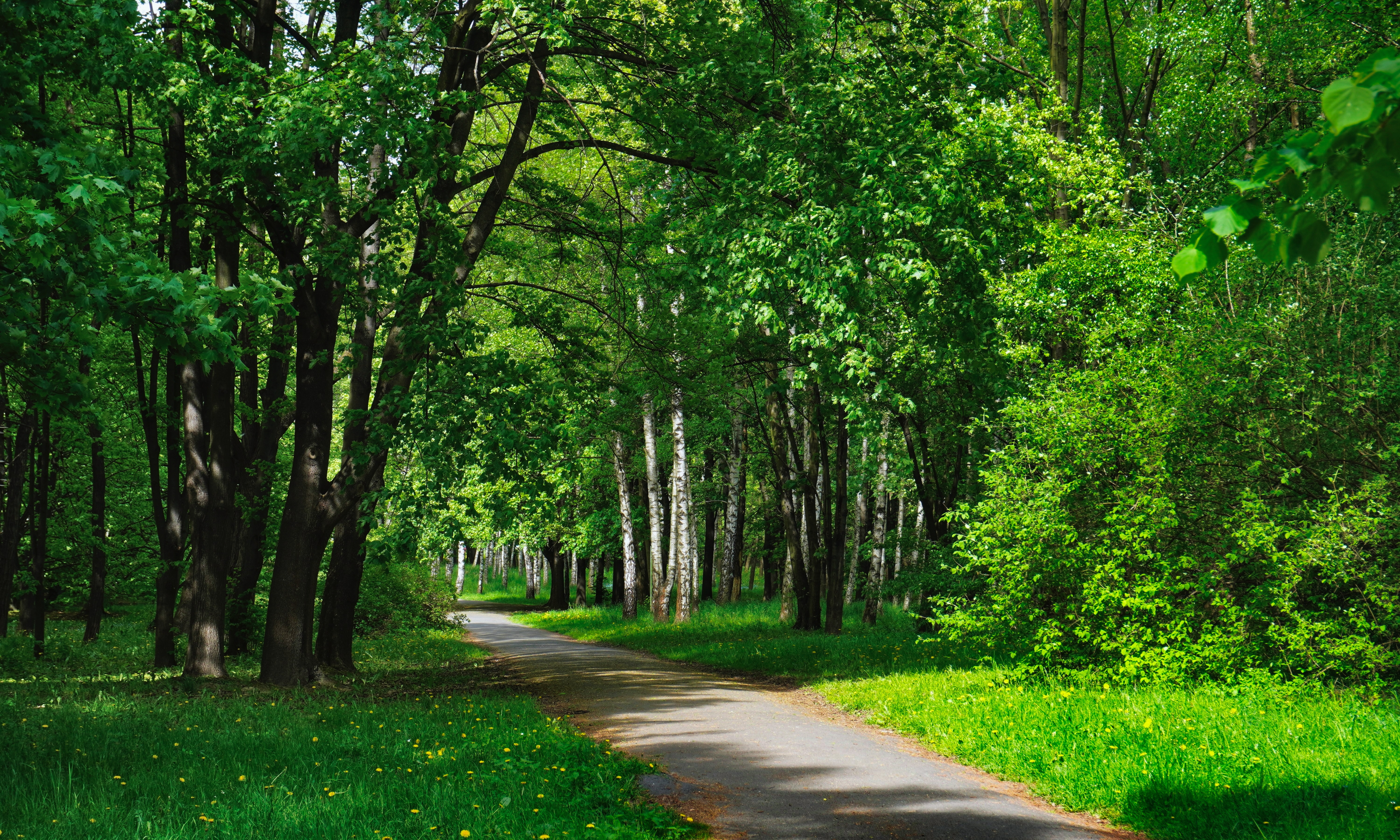
Ogólny widok, alejka w parku
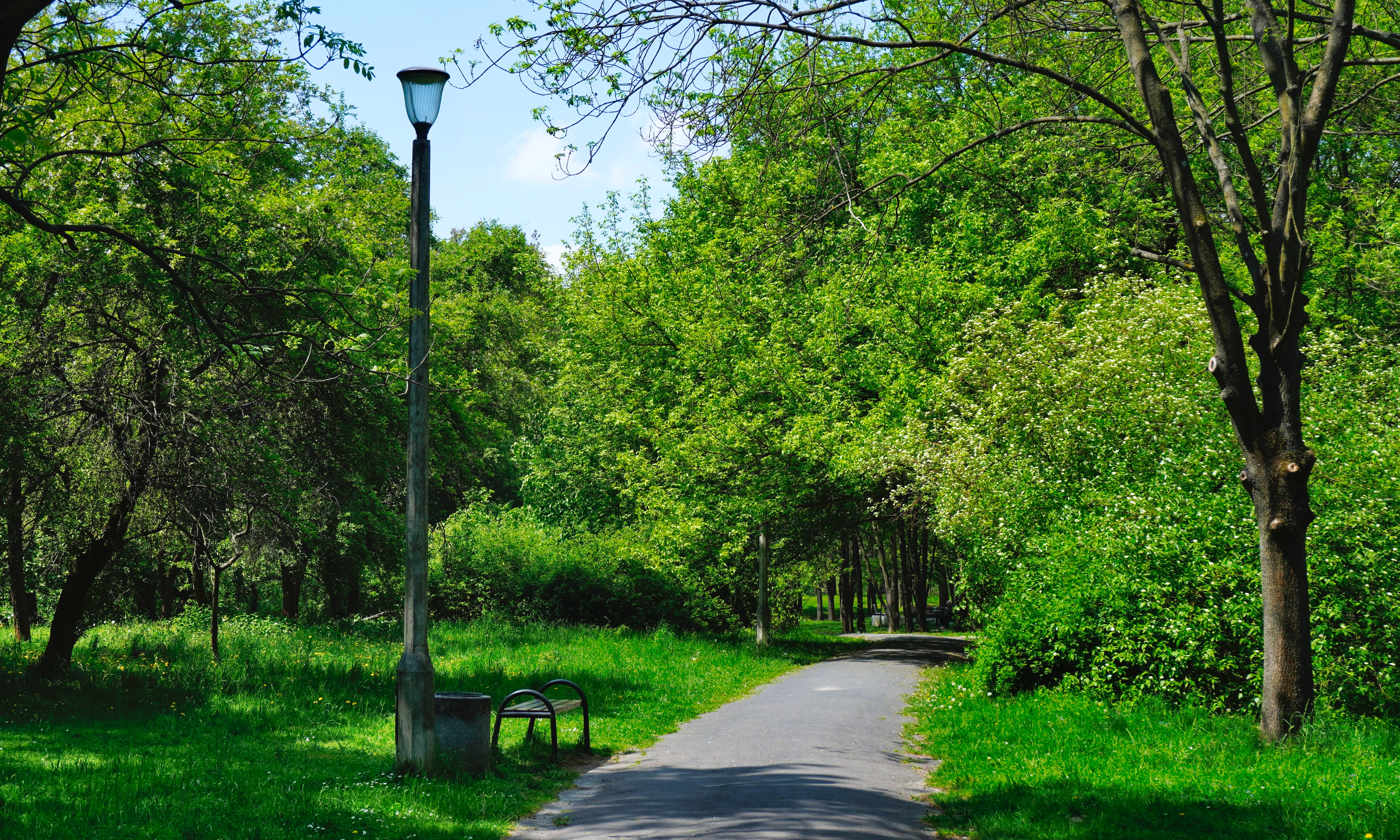
Ogólny widok, alejka w parku
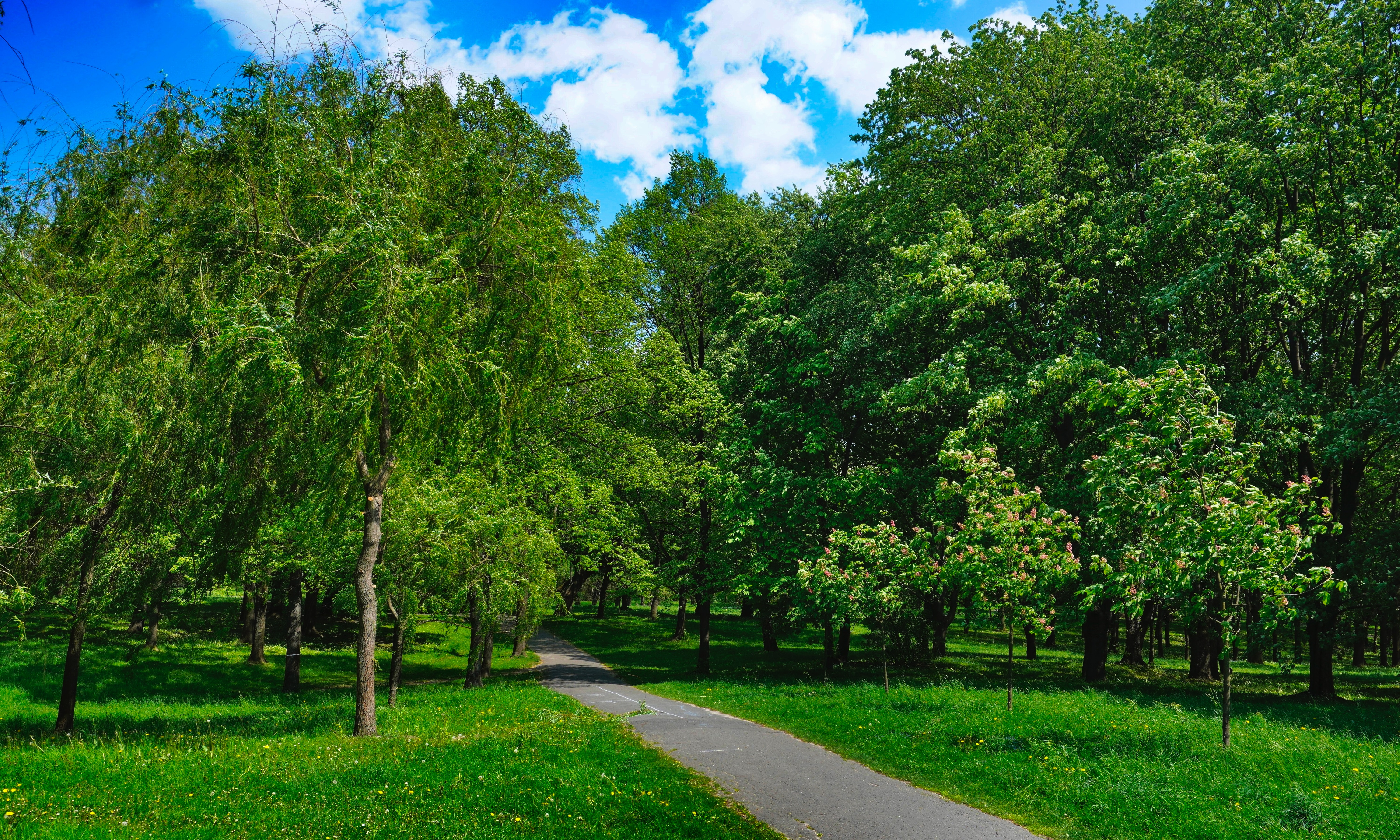
Ogólny widok, alejka w parku
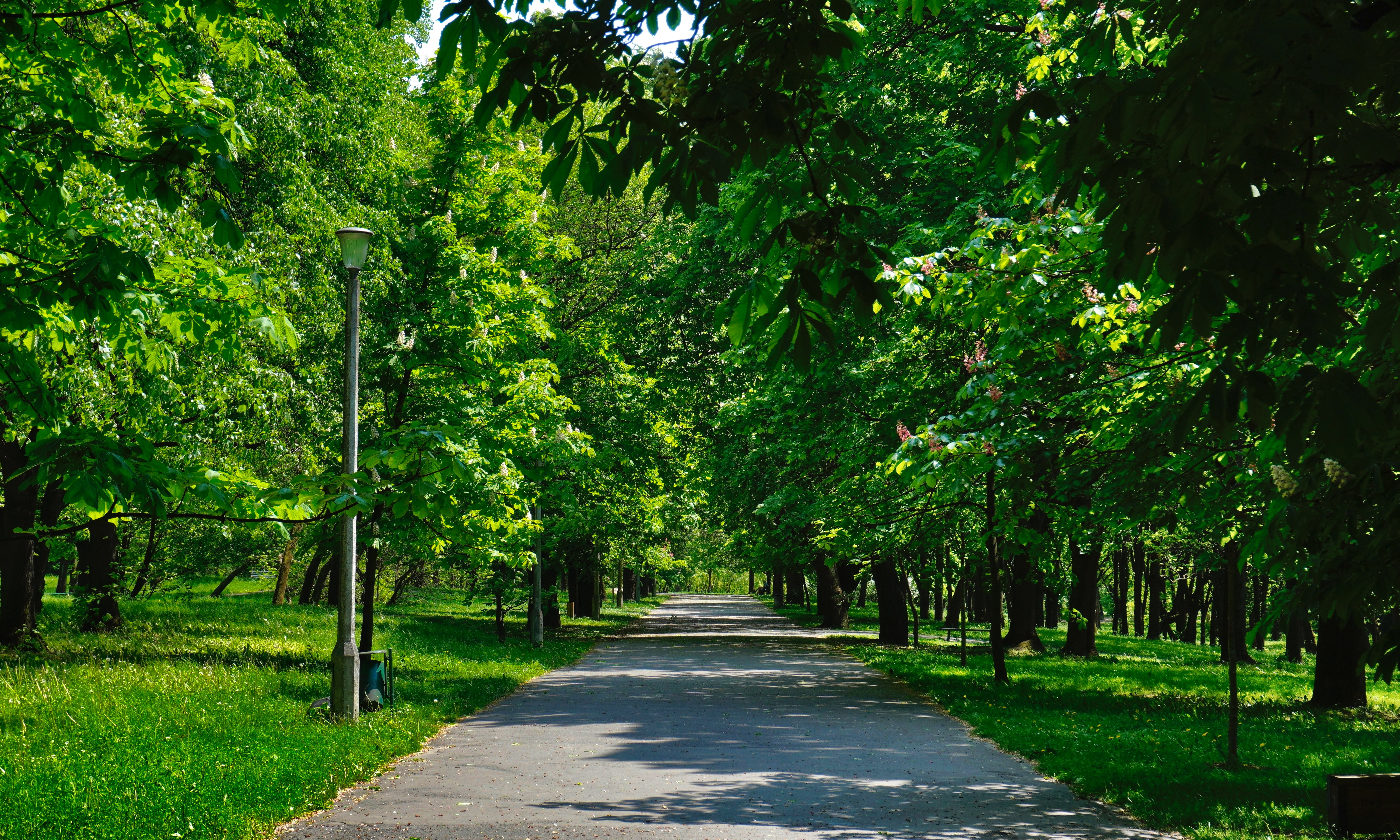
Ogólny widok, alejka w parku
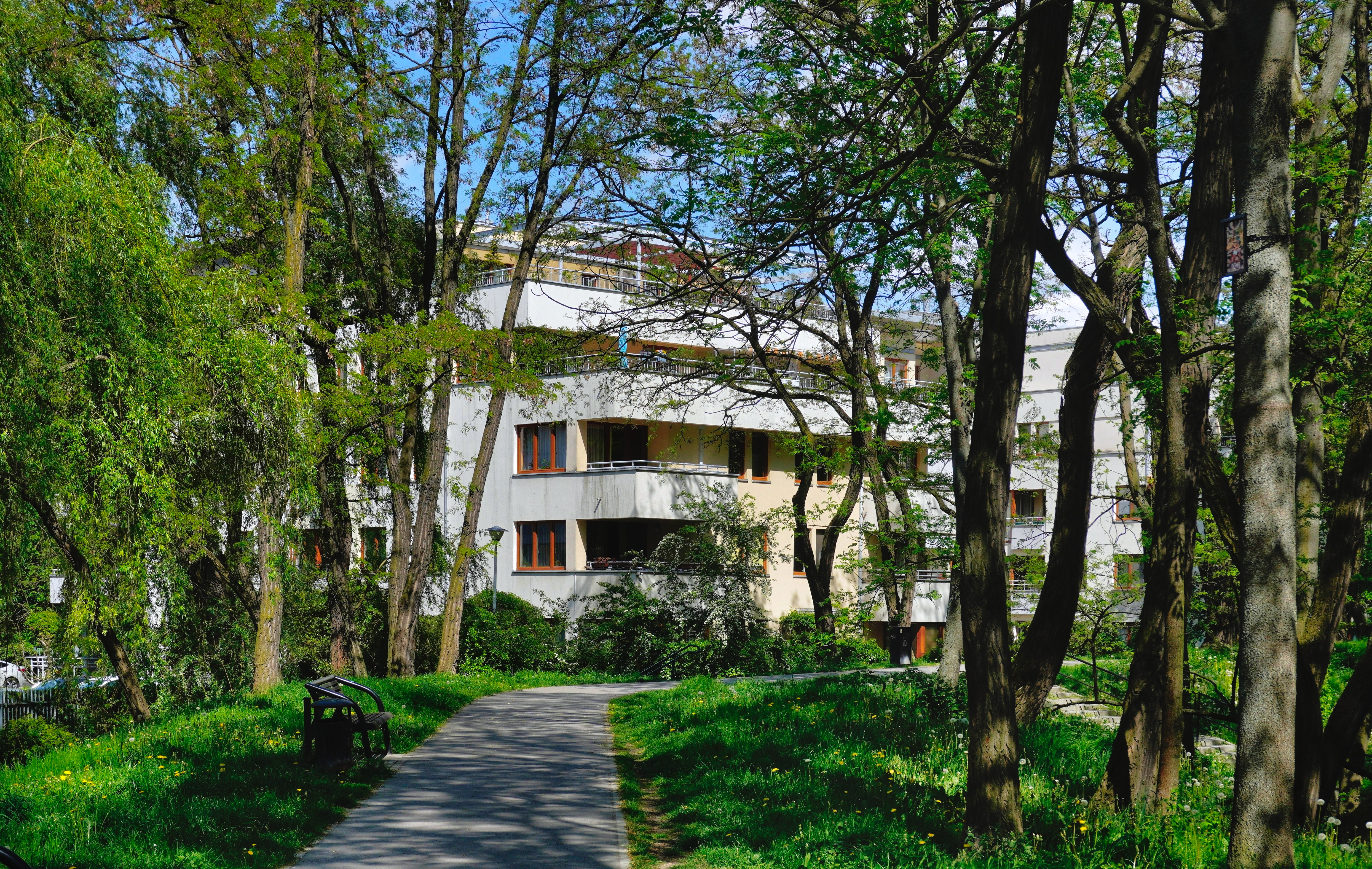
Ogólny widok północnej części parku, na północ od alei Jana Pawła II
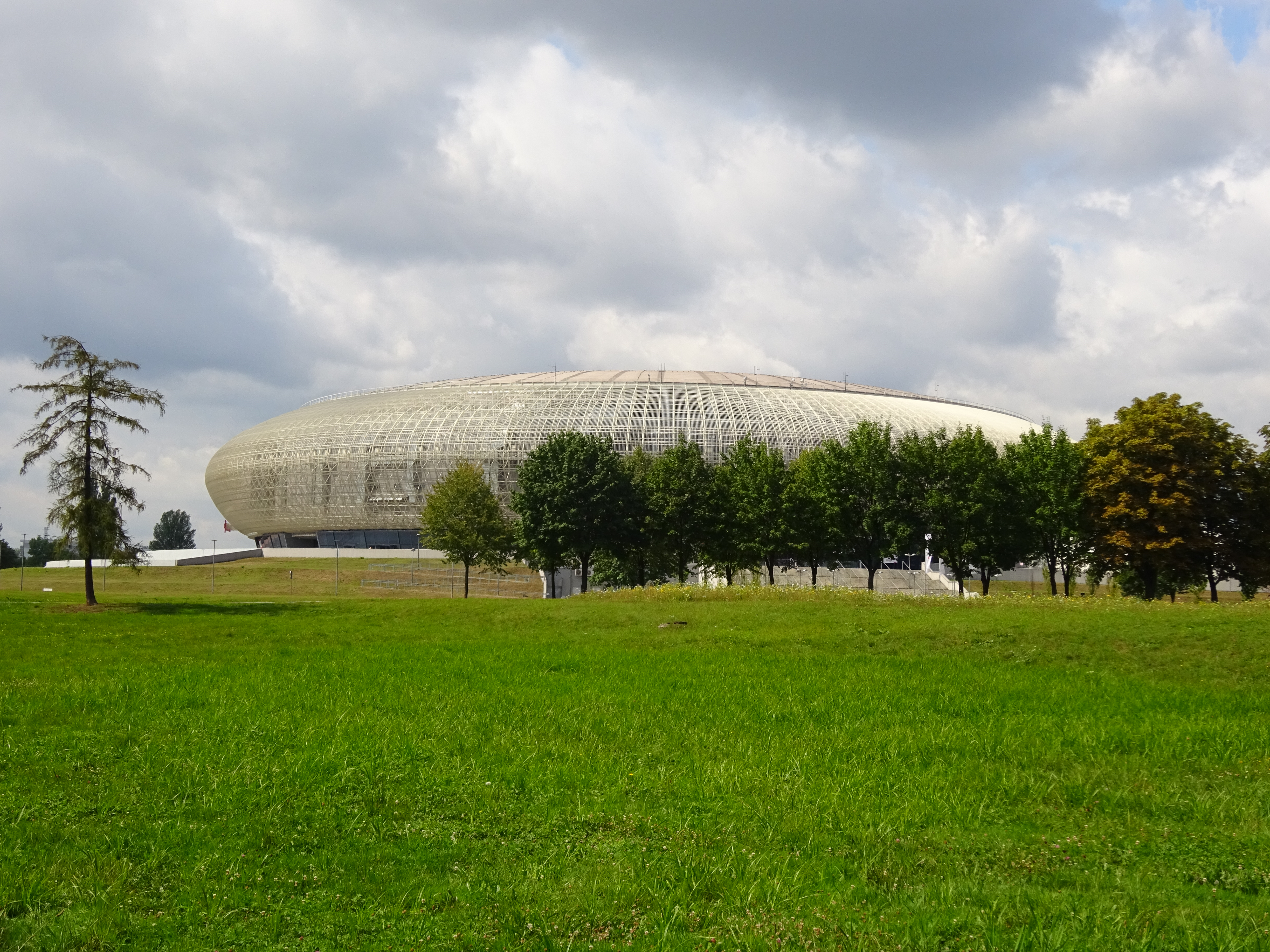
Widok na Tauron Arenę Kraków przed wybudowaniem stawu (2017)